# (1294) Antwerpia
Pour les articles homonymes, voir Anvers (homonymie).
(1294) Antwerpia est un astéroïde de la ceinture principale découvert le 24 octobre 1933 à l'observatoire royal de Belgique à Uccle par l'astronome belge Eugène Delporte.

Il tire son nom de la forme latine de la ville d'Anvers en Belgique.